# Пора! (чорна)
Громадя́нська кампа́нія «Пора́!», або Чо́рна «Пора́!» — недержавна громадянська організація, активний учасник «Помаранчевої революції» у листопаді — грудні 2004 та подій, що їй передували.
Від самого створення «Пора!» діяла у всіх обласних центрах України та в Автономній Республіці Крим.

## Історія

### Передісторія виникнення
У 2001 році Олег Яценко, син видатних українських діячів у сфері шахів і шашок, взяв на себе координацію активістів на Майдані. Він записував адреси, контакти, потім багато їздив Україною для підтримання і заведення нових контактів з незалежними українськими організаціями. У 2002 році за його допомогою відбувався протест перед Верховною радою. На початку 2004 року їм створювалась асоціація громадських організацій задля контролю за проведенням виборів, форма асоціації створювалась спеціально. щоб не можна було вираховувати голову і обезголовити організацію. У лютому обиралась символіка «Пори!», до цього питання Олегом Яценко долучався художник Олександр Костецький, автор малюнку, за яким зроблено сучасний герб Києва.
У 2003 році, за рік до виникнення Пори, активне громадське середовище, яке було причетне до створення громадянської кампанії, перебувало на незалежному та відомому інтернет-порталі майбутнього Альянсу «Майдан» (Сайт «Майдан»). Цей ресурс акумулював багатьох активістів і громадян, що шукали можливості відновлення боротьби після провалу кампанії «Україна без Кучми».
Для обговорення методів спротиву щотижня відбувалися навчальні зустрічі громадського активу. Збиралися групами від 5 до 12 людей. Часто не вдавалося знайти місця, тож проводили зустрічі в порожніх вечірніх аудиторіях Києво-Могилянської академії, в обшарпаному київському помешканні в районі Лисої гори чи де-ін-де. Одного постійного організатора не було. Кожна зустріч ставала результатом взаємного волевиявлення активістів, невдоволених станом справ в Україні.
В грудні 2003 року через сайт «Майдан» київський опозиційний актив встановив контакт з Вестмінстерською фундацією за демократію, а саме з представником цієї структури, українським емігрантом із Греції Олегом Кирієнком. Закордонна фундація надала попередню згоду на ґрантове фінансування серії навчальних семінарів для молоді в регіонах України. Умовою фундації було навчання молоді речам, які не стосувалися громадської діяльності. Активісти погодились, оскільки це стало шансом мобілізувати і навчити актив для майбутнього руху опору.
Для реалізації проекту і проведення семінарів у регіонах сформували адміністративну групу, в яку увійшли активісти з Києва — Олексій Толкачов, Андрій Ігнатов, Віктор Гуменюк. За наполяганням представника фонду Олега Кирієнка до групи долучили трьох представників львівського молодіжного опозиційного гурту «Опір Молоді» — Володимира В'ятровича, Ярину Ясиневич та Андрія Когута. Пізніше ці люди стали співзасновниками Пори.
У лютому 2004 року адміністративна група розпочала проводити дводенні семінари в регіонах. Запоріжжя, Херсон, Миколаїв, Сімферополь, Полтава, Чернігів, Житомир, Луцьк та інші міста були відвідані під виглядом «навчання молоді методам PR в громадській роботі». Насправді, семінари були присвячені зовсім іншим питанням. В перший день запрошені координатори сербського руху «Отпор!» Станко Лазендич та Олександр Марич ділилися досвідом повалення сербського диктатора Слободана Мілошевича. Вони розповідали про способи організації та роботи опозиційного громадського руху, про методи ненасильницької боротьби. Білоруський досвід боротьби з режимом презентував Влад Кобець — координатор опозиційного до Олександра Лукашенка руху «Зубр». З самого початку занять діяльністю активістів впритул зацікавилася Служба безпеки України.
За результатами семінарів, на думку їхніх організаторів, було з'ясовано, що рівень протестних настроїв в молодіжному середовищі виявився дуже високим. Молодь виявляла завзяту готовність створювати український аналог Отпору.
14 лютого 2004 року в Києві на розширеному засіданні адміністративної групи затвердили загальну стратегію опозиційного руху. Вирішили розпочати діяльність з кампанії розповсюдження наліпок, спрямованих проти системи «кучмізму».

### Діяльність

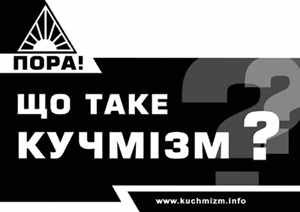
Перша наліпка чорної Пори

Громадянська кампанія «Пора!» стартувала у ніч з 28 на 29 березня 2004 року. Першим заходом кампанії стала акція «Що таке кучмізм?», у межах якої наліпки та плакати з таким написом були розповсюджені у 17-ох областях України. Під час першого розклеювання наліпок 17-ох активістів затримали працівники правоохоронних органів. 7 квітня у Києві на Майдані було вивішено величезний чорний транспарант із білим написом «Що таке кучмізм?».
У квітні-травні відбулися навчальні семінари за участю грузинського руху «Кмара» у Львові, Запоріжжі, Одесі та Києві. Активісти ГК «Пора!» пройшли тижневий тренінг у сербському місті Новий Сад.
Навесні технологію контролю за проведенням виборів було апробовано на виборах мера у Мукачево, де на посаду мера протискував свою людину Медведчук. Менше ста студентів поїхали туди і на основі зібраних ними матеріалів Олег Яценко зробив подання до Верховної ради, за яким ставленика Медведчука було відсторонено.
Друга перемога «Пори!» відбулась у серпні 2004 року, коли три ВНЗ у Сумах зливали під одного продажного ректора. Олег Яценко особисто з адвокатами їздив визволяти заарештованих протестувальників. Після їх звільнення почалось переслідування їхніх батьків, проти чого увечері того самого дня почався Марш сумських студентів. Олег знов поїхав туди, по дорозі обдзвонюючи адвокатів, журналістів і депутатів, які після того приїздили до колони студентів і захистили їх від міліції, яка прибула у трьох автобусах. О 10 вечора до протестуючих приїхав голова адміністрації з протизаконним рішенням суду про заборону протестуючим йти по дорозі, бо це порушує конституційне право на свободу переміщення, про що Олег одразу повідомив 5-й канал через О.Козловську і О.Костецького. Коли колона підійшла до Києва, напередодні їх приходу на вулиці Києва було випущено численну кількість кримінальних в'язнів, що помітила О.Козловська і передала цю інформацію до штабу Ющенка.
За два тижні до виборів у суботу в офісі «Пори!» на Подолі відбувся обшук неналежним підрозділом міліції, який підпорядковувався безпосередньо Януковичу. Під час обшуку двері було відчинено ключем, який був у візитерів. Приміщення здавалось у оренду Олегу Яценку В.Каськівом, за умовами оренди він мав можливість використовувати символіку «Пори!» для своєї реклами, що потім було на повну використано Каськівом на свою користь. Під час обшуку було підкинуто в урну біля входу чорно-білі скерокопії доларів і м'ятий пластилін, а також дерев'яний муляж лимонки, усі предмети були запротокольовані як нібито реальні гроші, зброя та вибухівка. Чотирьох членів «Пори!» відпустили. За той час підтягнулись адвокати, викликані Олегом Яценком. Разом з адвокатами учасники подій пішли до Подільського відділення міліції і написали грамотні заяви. Пізніше телефоном викликали Ярослава і СБУ його заарештувало, намагались заарештувати й інших за звинуваченням у тероризмі. Вночі Олег Яценко сховав свого заступника Андрія у квартирі О.Козловської і О.Костецького, де він переховувався протягом місяця. На другий день після подій до квартири Козловської і Костецького завітав Жовтяк, який дізнався про адресу в дівчини Андрія. Жовтяк протягом двох годин умовляв Андрія піти здатись до СБУ. Коли він пішов, через пару годин до квартири завітало шестеро бравих «сантехніків», чисто голених, по-воєному струнких, у нових комбінезонах, «перевіряти батареї до сезону опалення». Проте Козловську встигли попередити і Андрію вдалось вислизнути з будинку просто під час їх візиту.
За 10 днів до виборів почалась атака на 5 канал. О.Козловська збиралась йти туди, проте Олег Яценко не рекомендував їй іти до каналу, бо в неї у квартирі переховувався Андрій. Проте О.Козловська пішла на прес-конференцію, присвячену закриттю 5 каналу і змогла переломити хід подій, виступивши на підтримку 5 каналу. Замість закриття каналу на 5-му почалась акція протесту, до якої приєднались активні громадяни, на підтримку приходили Ліна Костенко, Мирослав Попович, Євген Марчук.
За тиждень до виборів відбувся обшук у оселі Олега Яценка. Його довго «пасли», біля квартири весь час товклися невідомі, по обидва боки квартири стояли джипи з затемненими вікнами. Під час обшуку та і під час інших подій дуже сильно виступили батьки Олега, та і сусіди по будинку, які готові були відстоювати Олега. Коли у двері подзвонили під приводом візиту з воєнкомату, двері відчинив батько Олега Анатолій, добре обізнаний у правових аспектах. Коли йому надали ордер на обшук, він помітив, що у ордені написано «квартиру Олега Яценко», проте квартиру було оформлено на матір Олега Ольгу Петрівну Бєляєву. Поки замінювали Ордер, до будинку підтягнулись журналісти 5 каналу, а також двоє депутатів Безсмертних, після чого друзі жартували, що двоє Безсмертних врятували Олега. Потім обшук знімали журналісти 5 каналу і цей матеріал багаторазово прокручувався по 5 каналу.
Після низки гучних акцій та флешмобів 16 жовтня у громадській приймальні кампанії «ПОРА!» у Києві представниками СБУ було проведено обшук. У приміщенні, за словами влади, виявили вибухівку і план терористичних акцій по Україні. Проти Пори як «незаконного збройного формування» було порушено кримінальну справу. У приміщення львівського офісу ГК «Пора!» увірвалися працівники УБОЗу та намагалися підкинути вибухівку. Почалися масові побиття арешти активістів із звинуваченням у терористичній діяльності.
Упродовж березня-жовтня 2004 року було проведено кілька національних акцій та багато локальних. Починаючи з вересня 2004 року національні кампанії відбувалися щотижня. Переважно це були акції прямої дії, вуличні перформенси та флешмоби.
20—22 жовтня відбулися кількатисячні студентські акції протесту з вимогами припинити репресії. У Львові мітинг зібрав 20 тисяч студентів, постала студентська барикада, біля якої щоденно проводилися вуличні акції «Хворе суспільство», «Потяг до свободи» та інші. У Києві найпопулярнішою була акція «Смугастий рейс», що проходила в різних місцях столиці кілька разів на тиждень.
До дня виборів під будинок ЦВК було стягнуто воїнські підрозділи, у дворі були камази з піском. Коли Ківаловим було оголошено, що Янукович набрав 69 процентів, а Ющенко лише 11, о шостій вечора передвиборчі штаби Ющенка і Тимошенко зачинились, людей розпустили. Козловська знайшла, що на площу перед ЦВК знов з колонії було випущено кримінальні елементи з горілкою, уся площа була заповнена ними, з підслуханої розмови стало зрозуміло, що вони чекають на людей і мають організувати бійки. О.Козловська повідомила про це О.Яценка, і той направив студентів на прилеглі вулиці на перенаправлення людей, які стихійно йшли протестувати до ЦВК, на Майдан.
Тому на ранок понеділка після виборів люди стояли не перед ЦВК, де їх чекали, а на Майдані, а також на Хрещатику стояли перші намети «Пори!». Спрацювала культура наметових містечок, добре розвинена під час акцій з 2001 по 2004 рік. У наметове містечко не допускали сторонніх, усе було дуже добре видно по обличчях.
Люди Ющенка і Тимошенко на той час відпочивали. Перший тиждень на Майдані стояли ті, хто готовий був стояти на смерть. Їхні обличчя були дивно красиві. Нація перероджувалась у ті часи. Після першого найважчого тижня на Майдан стало приходити більше людей.

### Припинення існування
У січні 2005 року, після досягнення головної мети «Пори!» — контролю за проведенням виборів і представленням на суд отриманих документів про фальшування, відсторонення недостойного кандидата, Олег Яценко розпустив «Пору!», яку потім почали політтехнологічно обзивати Чорною Порою. Частина активістів та журналістів, що брали активну участь у подіях 2004 року, назавжди зникла, чого ніхто не розслідував. Олег Яценко утворив на той час нову організацію «Студентське братство», яка почала розслідувати діяльність російських збройних сил в Україні на той час, оренду українських маяків. Ці матеріали особисто передавались Олегом до Огризка. Пізніше новий проект Олега «Україно, вперед!», який він створив і приніс на ознайомлення Юлії Тимошенко, опинився у руках Наталії Королевської.
Дійсним організатором «Пори!» є Олег Яценко. Його як конкурента спочатку активно відсторонював Каськів.
Волинський обласний осередок «Пори!» 2004 року створила Шпак Аліна Володимирівна з Луцька, яка на той час була заступником голови Волинської обласної організації Молодіжного націоналістичного конгресу, з яким активно контактував Вятрович. 3 березня 2005 року колега та приятель Аліни Шпак — політолог Кулик Ігор Михайлович створив та очолив Волинський осередок партії Владислава Каськіва «Пора».
Незалежним чином окремими членами «Пори!» у січні 2005 року, після розпуску «Пори!» була створена та офіційно зареєстрована Всеукраїнська громадська організація «ПОРА!». Вона займалася реалізацією громадських кампаній, адвокасі, освітніми та соціальними проектами. Цей бренд використовувався Каськівом на парламентських виборах 2006 року, для створеного ним альянсу — Громадянський блок «Пора—ПРП» (Громадянська партія «Пора» та Партія «Реформи і порядок»).
14 грудня 2005 року політтехнологічно було утворено нову організацію «Громадянська мережа ОПОРА». Першим головою в 2005—2006 рр. був Вятрович Володимир Михайлович, у 2006—2009 рр. наступним головою був Андрій Гевко.
У РФ з використанням «помаранчевого бренду» у 2005 р. була створена ГО «РНЕ-Пора», який очолив Олександр Баркашов, але успіху ця структура не мала..
Загалом активність колишніх членів Чорної Пори після завершення Помаранчевої революції знизилась, багато учасників відійшло від громадської діяльності. Дехто перейшов працювати у СБУ.
Однак ті люди, які зберігали активність, після перемоги на президентських виборах 2010 року Віктора Януковича стали співзасновниками Громадянського руху «Відсіч».

## Логотип
Символом «Пори!» на початку був малюнок із годинником, з ним друкувались жовті косинки, прапори.
Пізніше серед варіантів, які пропонувалися як символ кампанії, були стиснений кулак, розірвані ланцюги та багато інших. Активісти вирішили не використовувати логотип Отпору та Кмари у вигляді стисненого кулака, оскільки, на їхню думку, українське суспільство могло сприйняти його агресивним та таким, що закликає до насильства за змістом. Символом кампанії обрали «сонце, що сходить», розміщене у трикутнику, з написом нижче «ПОРА!». Цей символ, на думку активістів, означав «початок нової пори», «початок нового часу».
Представники Отпору з іронією сприйняли символ, оскільки їм він нагадував «зайця в капусті».

## Назва
У листопаді 2003 року відбулися 2 наради, на яких активно обговорювали питання назви організації. Було запропоновано близько 40 варіантів. У результаті, після довгих суперечок, погодились із назвою «Пора!». Однак, остаточно її затвердили на розширених зборах 8 березня. Назву «Пора!» придумав Олег Кирієнко, український емігрант з Греції.
У лютому 2004 року на одному з останніх семінарів, який відбувся у Тернополі, активісти Пори продемонстрували фокус-групу щодо назви «Пора!».
Владислав Каськів не мав стосунку до створення «Пори!», він лише здавав приміщення Олегу Яценку за умови можливості використання символіки «Пори!» задля власної реклами і на повну використав її, покинувши займатись брендом «Хвиля свободи».
Активісти Чорної Пори не робили публічних заяв на той час, щоб у суспільстві не виникло враження розколу в опозиційному до влади русі. Однак, таку заяву вони зробили роком пізніше, коли Жовта Пора стала на шлях перетворення у Політичну партію «Пора».
Через те, що агітматеріали Чорної Пори були чорно-білі, надруковані на звичайних принтерах та ксероксах, організація згодом отримала неофіційну назву «Чорна Пора», що стало способом відрізняти її від Жовтої Пори, агітматеріали якої були роздруковані поліграфічним способом.

## Принципи
Активісти Чорної Пори об'єдналися навколо п'ятьох основних принципів.
1. Ненасильницький спротив.
2. Добровільна і безоплатна участь у діяльності.
3. Безлідерна структура.
4. Фінансова та політична незалежність. Фінансувати кампанію міг будь-хто, але він не мав впливу на прийняття рішень. Основне джерело під час Помаранчевої революції — малий та середній бізнес. «Пора!» не працювала на жодну політичну силу та не отримувала жодних ґрантів.
5. Копілефт — неможливість використання власних заслуг і здобутків у рамках кампанії для власної політичної кар'єри.

## Структура
«Пора!» мала безлідерну структуру з горизонтальною ієрархією, де активісти та осередки були рівноправними (на прикладі сербського руху Отпор! та грузинської Кмари). Усі рішення приймалися консенсусом. На кожен напрямок діяльності призначався (добровільно) відповідальний, який організовував роботу в рамках конкретної діяльності.
Структура за напрямками діяльності була умовно поділена на відділи:
- креативний — розробка месиджів і акцій;
- організаційний — розбудова мережі і зв'язок з активістами;
- відділ безпеки — юридична підтримка та безпека;
- фінансовий відділ — збір пожертв і коштів.